# Musée de la Mémoire (Uruguay)
Le musée de la Mémoire (espagnol : Museo de la Memoria), abrégé MUME, est un musée de Montevideo, en Uruguay, dédié à la mémoire de ceux qui sont morts ou ont "disparu" pendant la dictature uruguayenne de 1973 à 1985.
Le musée de la Mémoire a été créé pour commémorer les victimes des crimes commis par l'État, ainsi que la résistance de certains Uruguayens face à la dictature. Il vise à éduquer les nouvelles générations sur l'histoire récente du pays, à promouvoir le respect des droits de l'homme et à se souvenir de la lutte pour la liberté, la démocratie et la justice sociale. En ayant ces objectifs déclarés, il tente consciemment de renforcer des éléments importants de l'identité nationale uruguayenne.
Le musée a ouvert ses portes au public le 10 décembre 2007 et est géré par le gouvernement de la ville de Montevideo. Il est situé à environ 9 kilomètres du centre de la vieille ville de Montevideo, dans le quartier de Sayago.
1. L'instauration de la dictature
2. La résistance populaire
3. La vie carcérale
4. L'exil
5. Les "disparus"
6. La restauration de la démocratie et la lutte pour la vérité et la justice
7. L'Histoire inachevée et nouveaux défis

Le MUME est installé dans un bâtiment datant de 1878, date à laquelle il a été construit comme retraite de campagne du soldat uruguayen et futur président Máximo Santos. La maison et le parc dans lequel elle se trouve ont été déclarés monument historique national. Le parc, en particulier, est unique à Montevideo, étant le seul parc du XIXe siècle conservé intact de la ville.
Le style architectural du bâtiment est éclectique; bien que construit principalement dans un style néoclassique, ses détails intègrent des éléments de l'Art nouveau. Empruntant également à l'architecture de la Renaissance, le bâtiment utilise un piano nobile, ou rez-de-chaussée surélevé, auquel on accède par des marches en marbre. Juste avant les marches se trouve une fontaine en forme de bateau. La maison principale est construite en fer à cheval autour d'un patio central contenant une autre fontaine ornementale.
Santos a dirigé l'Uruguay de 1882 à 1886. Peu de temps après avoir quitté ses fonctions, en 1887, il revend le site à l'homme d'affaires espagnol Emilio Reus. En 1920, la maison a été achetée par l'immigrant libanais Rezcala Neffa. Neffa, riche industriel, devient citoyen uruguayen et philanthrope dans son pays d'adoption. En achetant la maison et le parc, il les cède à la marine uruguayenne, qui utilise le site comme bureaux et ateliers pour le service hydrographique.
Dans les années 1970, le site a été abandonné par la Marine et est tombé en ruine.
En 2000, le gouvernement de la ville de Montevideo, désormais propriétaire du site, a commencé à restaurer les bâtiments abandonnés. Le projet a été aidé par un don de 800 000 $ US de la chaîne de supermarchés Disco et visait à créer un site qui pourrait être utilisé pour un nouveau centre culturel, ou musée, bien que ce que ce musée présenterait était, à l'époque, indécis. La restauration a été achevée en 2005.
Le parc est aménagé dans un style tout aussi éclectique, empruntant aux jardins de la Renaissance italienne, aux théories de la santé du XIXe siècle et à l'architecture paysagère européenne . L'idée de la maison de campagne était de combiner une maison de détente avec un jardin à apprécier. Son éloignement du centre-ville, qui se trouve sur la côte, est conforme à la théorie selon laquelle l'air de la campagne était plus sain que l'air de la côte.
Le parc est d'environ 4 hectares, et contient une longue allée bordée d'arbres, des jardins d'espèces exotiques, une serre, une pépinière, une folie conçue pour les enfants sous la forme d'un château, des fontaines, des sculptures, des grottes artificielles et une volière .